# Kunihiko Kodaira
Kunihiko Kodaira (小平 邦彦) (født 16. marts 1915, død 26. juli 1997) var en japansk matematiker kendt for sit arbejde inden for algebraisk geometri og teorien om kompleks mangefoldighed, og som grundlæggeren af den japanske skole for algebraisk geometri. Han blev tildelt Fieldsmedaljen i 1954, og han var dermed den første japaner til at modtage denne.
1. ↑  Navnet er anført på engelsk og stammer fra Wikidata hvor navnet endnu ikke findes på dansk.
2. ↑  Navnet er anført på engelsk og stammer fra Wikidata hvor navnet endnu ikke findes på dansk.
3. ↑  Navnet er anført på svensk og stammer fra Wikidata hvor navnet endnu ikke findes på dansk.
4. ↑  Navnet er anført på engelsk og stammer fra Wikidata hvor navnet endnu ikke findes på dansk.
5. ↑  Navnet er anført på engelsk og stammer fra Wikidata hvor navnet endnu ikke findes på dansk.